# Vũ Đỗ Anh Dũng
Vũ Đỗ Anh Dũng (sinh ngày 30 tháng 4 năm 1961) là Trung tướng Công an nhân dân Việt Nam. Ông nguyên là Cục trưởng Cục Cảnh sát giao thông, Bộ Công an (Việt Nam) (2018-2020).

## Xuất thân và giáo dục
Vũ Đỗ Anh Dũng sinh ngày 30 tháng 4 năm 1961 tại huyện Thanh Ba, tỉnh Phú Thọ.
Năm 1983, Vũ Đỗ Anh Dũng tốt nghiệp Đại học Giao thông Vận tải (UTC), chuyên ngành kĩ sư cơ khí ô tô.
Vũ Đỗ Anh Dũng có bằng kĩ sư cơ khí ô tô và bằng thạc sĩ luật học.

## Sự nghiệp
Sau khi tốt nghiệp đại học, Vũ Đỗ Anh Dũng công tác tại Cục Cảnh sát giao thông đường bộ, đường sắt - Bộ Công an.
Vũ Đỗ Anh Dũng từng giữ các chức vụ Phó trưởng phòng Đăng ký quản lý xe (P3/C26), Trung đoàn trưởng Trung đoàn Tuần tra, kiểm soát giao thông sắt - bộ - thủy (C26), Trưởng phòng Hướng dẫn tuần tra, kiểm soát giao thông đường bộ (P6/C26), Phó Cục trưởng Cục Cảnh sát giao thông(C26).
Năm 2009, Vũ Đỗ Anh Dũng được bổ nhiệm làm Cục trưởng Cục Cảnh sát giao thông đường bộ, đường sắt - Bộ Công an (C67).
Năm 2010, Vũ Đỗ Anh Dũng được luân chuyển làm Cục trưởng Cục cảnh sát đường thủy (C68), Tổng cục Cảnh sát quản lý hành chính về trật tự, an toàn xã hội (Bộ Công an).
Năm 2012, Vũ Đỗ Anh Dũng được Chủ tịch nước Việt Nam phong hàm Thiếu tướng Công an nhân dân Việt Nam.
Kể từ ngày 2 tháng 2 năm 2015, Vũ Đỗ Anh Dũng được biệt phái và bổ nhiệm giữ chức vụ Phó tổng cục trưởng Tổng cục Đường bộ, Bộ Giao thông Vận tải (Việt Nam) theo Quyết định số 389/QĐ-BGTVT ngày 30/1/2015 của Bí thư Ban Cán sự đảng, Bộ trưởng Bộ Giao thông Vận tải Đinh La Thăng.
Tiếp đó, ông được bổ nhiệm giữ chức Phó Tổng cục trưởng Tổng cục Hậu cần - Kỹ thuật, Bộ Công an (Việt Nam).
Ông là một trong số ít các sĩ quan của Bộ Công an được biệt phái công tác ở Bộ Giao thông vận tải quay trở lại công tác ở Bộ Công an. Đa số vẫn công tác ở Bộ Giao thông vận tải và những nơi được biệt phái cho đến tuổi hưu. Mọi chế độ và phụ cấp đều do Bộ Công an chi trả.
Ngày 10 tháng 8 năm 2018, Bộ trưởng Bộ Công an Tô Lâm đã ban hành quyết định điều động, bổ nhiệm Thiếu tướng Vũ Đỗ Anh Dũng, Phó Tổng cục trưởng Tổng cục Hậu cần - Kỹ thuật, Bộ Công an (Việt Nam) giữ chức vụ Cục trưởng Cục Cảnh sát giao thông, Bộ Công an (Việt Nam).
Tháng 3 năm 2019, ông là Trung tướng, Cục trưởng Cục Cảnh sát giao thông.
Ngày 26 tháng 6 năm 2020, ông thôi giữ chức Cục trưởng Cục Cảnh sát giao thông, Bộ Công an. Thay thế ông là Thiếu tướng Nguyễn Văn Trung, Giám đốc Công an tỉnh Hà Nam.

## Lịch sử thụ phong quân hàm
- Thiếu tướng (2012)
- Trung tướng (2019)